# みやもと留美
みやもと 留美（みやもと るみ、4月3日生まれ）は、日本の元漫画家、元アニメーター。広島県福山市出身。女性のようなペンネームだが、男性。主に成年向け漫画雑誌で活動。代表作は「微熱症候群」シリーズ。

## 経歴
高校卒業後、公務員生活を経て専門学校のアニメ科に入学するも3ヶ月で中退。あるアニメスタジオに入社し、アニメーターになる。
スタジオ古留美の入社試験で矢凪まさしと出会い、以後交流が続く。サンライズ外注、AIC等を経て司書房で成人漫画家としてデビューする。その後はCOMICペンギンクラブを中心に活動。代表作の微熱症候群シリーズはOVAになり、人気声優が実名を出さない事を条件に出演している。
ペンギンクラブの執筆陣がCOMICシグマへ移籍した2006年以降は、同誌に3回掲載されたのを除いて作品の発表の機会がほとんど途絶える。最後に作品掲載を確認できるのは「COMIC桃姫」2009年9月号である。
2008年に大阪へ移住し、2010年時点では派遣会社で働いているとのこと。
2008年以降、商業誌・同人誌での活動は休止状態にある。同人誌での活動は、2010年8月15日の「コミックマーケット78」最終日に参加し既刊を頒布したのが最後で、以降の動向は不明だったが、2021年には電子書籍『サイベリアマニアックス 人妻蹂躙コレクション Vol.10』にて過去作品が再録された際に扉絵の描きおろしを行っている。ただし、Twitterの自己紹介文でも元エロ漫画家と書かれており、エロ漫画家としては既に引退している。
2022年12月に16年ぶりの単行本がぶんか社より発売されることとなった。2023年の6月と7月には、『OTAKUな妹のいる暮らし』の単行本未収録分を電子書籍という形で発売された（紙の単行本は出版予定なし）。現在は漫画家としては引退しているが、近年（2023年時点）は現役時代の作品の再販および単行本未収録作品の書籍化などで、イラストの描きおろしを行っている。

## 作風
かわいい眼鏡女子を描くことで定評がある。また人物の体は比較的シンプルに描くのが特徴で、特に男性キャラは全作品を通して痩せ形で体型的な違いはない。
学校が舞台の作品や近親相姦を描いた作品が多いが、ファンタジー系作品も見受けられる。
男性キャラよりも女性キャラの方が年上の作品が多く、女性キャラが年上の場合は社会人である事も多いが、男性キャラが年上の場合は学生くらいの年齢であることがほとんど（稀に社会人の場合もある）。

## 作品

### 単行本リスト
※ 2022年現在、最新作を除きすべて絶版となっている（一部は電子書籍として入手可能）。
- 今日はここまで…(1990年　フランス書院)
- SHINOBUルナティック(1991年　辰巳出版)
- BINKANメガネっ娘!!(1992年　富士美出版)
- 気分はハートたいむ！(1992年　フランス書院)
- Tokyo魔女すてぃっく(1993年　富士美出版)
- SHINOBUルナティック II(1993年　辰巳出版)
- 淋しがりやの小猫達(1994年　富士美出版)
- タブー(1994年　富士美出版)
- Tokyo魔女すてぃっく前編／後編(1994年　茜新社)
- 知ってるくせに！(1996年　茜新社)
- 微熱症候群－保健室にようこそ(1996年　富士美出版)
- 微熱症候群－ただいま診察中－(1996年　富士美出版)
- 蕾の季節(1997年　富士美出版)
- 小娘だものっ！(1998年　富士美出版)
- ＴＯＹ・ＧＩＲＬ＋(1998年　富士美出版) - 『Tokyo魔女すてぃっく』の後日談に当たる作品「Rough CUT DIAMOND（全4話）」を収録。
- 淋しがりやの小猫達　愛蔵版(1998年　蒼竜社)
- まい・ぺーす(1999年　富士美出版)
- BIN☆KANメガネっ娘！！(1999年　蒼竜社)
- 誘惑のVitamin(2000年　双葉社)
- 松沢君と秋野さん(2000年　富士美出版)
- 小悪魔の条件(2001年　双葉社)
- センシティブネス(2001年　双葉社)
- 誘惑のVitamin(2002年　双葉社)
- ないしょで・しません?(2002年　富士美出版) - 『小悪魔の条件』その8からその10を収録。
- OTAKUな妹のいる生活(2003年　富士美出版)
- ドキドキの仕組み(2004年　双葉社)
- OTAKUな妹のいる暮らし(2004年　富士美出版)
- しずみ荘UPUP!(2006年　双葉社)
- 恥ずかしいトコ見ないでっ!(2022年　ぶんか社)

### アニメーション作品
- 微熱症候群 1 保健室にようこそ(1998年1月23日、カレス・コミュニケーションズ)
- 微熱症候群 2 ただいま診察中(1998年2月25日、カレス・コミュニケーションズ)

## 脚註
1. ↑  公式サイトの日記2008年3月分[リンク切れ]より
2. ↑  公式サイトの日記2010年9月分[リンク切れ]より。